# Katie May
Pour les articles homonymes, voir May.
Katie Beth May, née le 16 mars 1981 à Pittsburgh et morte le 4 février 2016 à Los Angeles, est un mannequin américain et une femme d'affaires. Surnommée « la Reine de Snapchat »,, elle est connue comme star de médias sociaux et ambassadrice de marque, jusqu'à sa mort prématurée après un accident vasculaire cérébral à l'âge de 34 ans.

## Jeunesse
Elle est née à Pittsburgh en Pennsylvanie et a pour parents Janet et Joseph May tous deux enseignants. Elle est la cadette de quatre enfants, avec deux sœurs et un frère. Elle décrit son enfance comme « très traditionnelle », avec un « vrai accent porté sur l'éducation, principalement  aux arts, à l'histoire ». Elle grandit dans la banlieue de Pleasant Hills, en Pennsylvanie et étudie dans un lycée à Jefferson Hills, où elle est pom-pom girl,.
De 1999 à 2003, Katie May étudie à l'Université de l'Ohio, où elle obtient un diplôme en merchandising de détail.

## Carrière
En 2003, Katie May, qui souhaitait quitter Pittsburgh, a déménagé à Los Angeles. Elle a travaillé dans les relations publiques à Dolce & Gabbana avant le lancement d'une ligne haut de gamme de denim avec son ami Alex Maimon.
En 2014, une séance photo la mettant en vedette a attiré l'attention du magazine en ligne Arsenic, et les photos publiées par le magazine sont devenues virales,. Moins de deux ans plus tard, à l'âge de 34 ans, Katie May rassemblait près de deux millions de followers sur Instagram et a été nommée « la Reine de Snapchat »,. Elle s'inspirait de magazines comme Sports Illustrated, GQ et Playboy et était modèle pour la société de paris sportifs JetBet, avec qui elle a conclu un partenariat.

## Vie personnelle
Katie May était une mère célibataire,. Elle a cité sa fille comme source de motivation.

## Mort
Katie a tweeté le 29 janvier 2016 qu'elle s'était « pincé un nerf dans sa nuque pendant une séance photo » et avait donc vu un chiropracteur. Elle a tweeté le 31 janvier 2016 qu'elle « retournait chez le chiropracteur le lendemain ». Le soir du 1er février, elle a commencé à sentir un engourdissement dans sa main et à avoir des vertiges, avant d'appeler ses parents pour leur dire qu'elle pensait qu'elle allait s'évanouir. Sa famille la convainc d'aller au Centre médical Cedars-Sinai. Elle faisait un accident vasculaire-cérébral. Selon son père, Katie May « n'était pas consciente quand nous sommes finalement arrivés pour la voir le lendemain. Nous nous sommes jamais reparlé à nouveau. » Le respirateur artificiel qui la maintenait en vie a été retiré le 4 février 2016. Le rapport du médecin légiste a confirmé que son accident vasculaire-cérébral était le résultat de la manipulation de son cou par le chiropracteur, qui lui a tordu son artère vertébrale gauche. Le médecin légiste a déclaré que c'était un accident.